# Walking together
Walking together is een single van Piet Veerman uit 1987. Het is de opvolger van zijn grootste hit Sailin' home.
Ook dit nummer werd uitgeroepen tot Alarmschijf in 1987 en bereikte de Nederlandse Top 40. Het kwam echter niet in de Nationale Hitparade terecht. In 2013 kwam het lied op nummer 275 te staan van de Volendammer Top 1000, een eenmalige all-timelijst die door de luisteraars van 17 Noord-Hollandse radio- en televisiestations werd samengesteld.
Het verscheen verder op het album Piet Veerman en later nog op de verzamelalbums The best of Piet Veerman (1993) en Sailin' home (Het beste van Piet Veerman) (1996). 
Het nummer werd geschreven door Bruce Smith en Gerard Stellaard. Het is een liefdeslied van een man die zijn geliefde naast zich heeft gevonden.

## Hitlijst
Nederlandse Top 40
| Hitnotering: 20-06-1987 t/m 01-08-87 | Hitnotering: 20-06-1987 t/m 01-08-87 | Hitnotering: 20-06-1987 t/m 01-08-87 | Hitnotering: 20-06-1987 t/m 01-08-87 | Hitnotering: 20-06-1987 t/m 01-08-87 | Hitnotering: 20-06-1987 t/m 01-08-87 | Hitnotering: 20-06-1987 t/m 01-08-87 | Hitnotering: 20-06-1987 t/m 01-08-87 | Hitnotering: 20-06-1987 t/m 01-08-87 |
| Week:                                | 1                                    | 2                                    | 3                                    | 4                                    | 5                                    | 6                                    | 7                                    |                                      |
| ------------------------------------ | ------------------------------------ | ------------------------------------ | ------------------------------------ | ------------------------------------ | ------------------------------------ | ------------------------------------ | ------------------------------------ | ------------------------------------ |
| Positie:                             | 29                                   | 15                                   | 11                                   | 7                                    | 7                                    | 13                                   | 23                                   | uit                                  |